# موسیقی (ماتیس)
موسیقی (به فرانسوی: La Musique) یک نقاشی اثر آنری ماتیس است. سرگئی شوکین این نقاشی را سفارش داد و آن را به‌همراه رقص در راه‌پله عمارت خود در مسکو آویزان کرد. ماتیس این اثر را بدون هیچ پیش‌طرحی کشید و به همین دلیل در این نقاشی می‌توان جای تغییرات بسیاری دید. مانند اثر رقص، در این نقاشی نیز هدف نشان دادن دستیابی انسان به کمال، با غوطه‌وری در نوآوری است. این اثر هم‌اکنون در موزه ارمیتاژ در سن پترزبورگ روسیه قرار دارد.